# Лессі та її хрещена мати
«Лессі та її хрещена мати» (норвезька: «Jomfru Maria som gudmor»; «Діва Марія як хрещена мати») — норвезька казка, зібрана Петером Крістеном Асб'єрнсеном та Єрґеном Му в «Норвезьких народних казках».
Брати Грімм відзначили його схожість із сюжетом їхньої казки «Дитя Марії», а також з італійською «Дівчиною з козячим обличчям».

## Сюжет
У бідної пари народилася дівчинка. Вони хотіли охрестити дитину, але не могли заплатити за послуги священика. Нарешті батько знайшов гарну жінку, яка запропонувала охрестити дитину, але сказала, що потім залишить її собі як власну дитину. Батько поговорив про це зі своєю дружиною, і вона відмовилася, але коли наступного дня красива жінка зробила таку ж пропозицію, дружина погодилася, що вони повинні погодитися, якщо вони не можуть знайти нікого іншого. Дитину охрестили як Лессі, а жінка забрала її до себе додому і добре до неї ставилася. Коли дівчинка стала достатньо дорослою, щоб відрізняти добро від зла, жінка пішла, заборонивши їй заходити в певні кімнати. Дівчинка зазирнула в одну з них, і там вона побачила зірку. Прийомна мати розсердилася на неї, але на її благання дозволила їй залишитися. Наступного разу, коли прийомна мати пішла, вона відчинила другі двері, і звідти вискочив місяць. Знову розгнівану прийомну матір дівчинка заспокоїла, але втретє, коли вона випустила сонце, прийомна мати наполягла на тому, що дівчинка повинна піти. Крім того, вона могла говорити і бути потворною або бути красивою і німою. Вона вибрала бути красивою. Вона блукала лісом до ночі, поки не вилізла на дерево над водою і не заснула там. Кілька служниць, посланих із замку по воду, побачили її відображення, подумали, що це їхнє відображення, і вирішили, що вони занадто гарні, щоб приносити воду. Врешті-решт, принц пішов сам, побачив, що вона там, і вмовив її стати його королевою. Його мати заперечувала, стверджуючи, що дівчина не вміє говорити і може бути відьмою. Тим не менш, він одружився з нею.
Коли вона мала народити первістка, принц поставив біля неї варту, але всі заснули, і прийшла прийомна мати, забрала дитину і вимастила королеві рот кров'ю, кажучи, що вона пошкодує, як пошкодувала її прийомна мати, коли випустила зірку. Усі вирішили, що вона вбила та з'їла дитину, і мати принца наказала б її спалити, якби принц не заступився за неї. Те саме сталося і вдруге, хоча охорона була вдвічі пильнішою. Прийомна мати постановила, що дівчинка так само шкодуватиме, як жалкувала прийомна мати, коли випустила Місяць. Втретє, коли хорона була втричі пильнішою, прийомна мати постановила, що вона буде шкодувати так само, як і прийомна мати, коли випустила Сонце, і принц не зміг її врятувати. Але коли її вели на вогнище, прийомна мати знову з'явилася з дітьми, повернула їх батькам, сказала, що дівчинка достатньо покарана, відкрила, що вона — Діва Марія, і повернула їй дар мови. Відтоді вони жили щасливо, і навіть мати принца полюбила молоду королеву.